# Chantecorps
Chantecorps ist eine Commune déléguée in der französischen Gemeinde Les Châteliers im Département Deux-Sèvres in der Region Nouvelle-Aquitaine (vor 2016: Poitou-Charentes). Sie hat 305 Einwohner (Stand: 1. Januar 2022).
Die Gemeinde Chantecorps wurde am 1. Januar 2019 mit Coutières zur Commune nouvelle Les Châteliers zusammengeschlossen. Sie hat seither den Status einer Commune déléguée. Die Gemeinde Chantecorps gehörte zum Arrondissement Parthenay sowie zum Kanton La Gâtine.

## Geographie
Chantecorps liegt etwa 17 Kilometer südsüdöstlich von Parthenay und etwa 30 Kilometer nordöstlich von Niort am gleichnamigen Flüsschen Chantecorps, das im See Étang des Châteliers in den Trois Moulins mündet, der oberhalb des Sees noch Vallouse genannt wird. Dieser mündet schlussendlich in die Vonne. Umgeben wurde die Gemeinde Chantecorps von den Nachbargemeinden Vautebis im Norden, Vausseroux im Norden und Nordosten, Vasles im Nordosten, Coutières im Osten, Fomperron im Südosten, Exireuil im Süden, Clavé im Westen sowie Reffannes im Nordwesten.

## Bevölkerungsentwicklung
| Jahr      | 1954 | 1962 | 1968 | 1975 | 1982 | 1990 | 1999 | 2006 | 2013 |
| Einwohner | 540  | 496  | 456  | 362  | 337  | 305  | 296  | 326  | 325  |

## Sehenswürdigkeiten
- Ruine des Zisterzienserklosters Les Châtelliers, 1163 gegründet, 1791 aufgelöst
- Kirche Saint-Philibert
- Schloss La Magnonière aus dem 19. Jahrhundert